# Пужу
Айсінґьоро Пужу (溥儒, 30 серпня 1896 — 18 листопада 1963) — китайський художник, поет та каліграф.

## Життєпис
Походив з імператорської родини Айсін Ґьоро. Народився 1896 року в Пекіні. Син князя Цайіня та панні Сюнь, онуе князя Гуна. Пужу — двоюрідний брат імператора Пуї. Його деякий час навіть висували як претендента на імператорський трон, проте імператриця Ци Сі обрала Пуї. Спочатку навчався в імператорському училищі. Після повалення династії Цін в університеті Хосей, який закінчив у 1917 році. Того ж року відправився на навчання до Берлінського університету. Тут він вивчав астрономію й біологію, здобув ступінь доктора наук. Після повернення з Європи у 1928 році переїздить до Кіото (Японія). Тут мав посаду професора в університеті. Потім деякий час перебував у монастирі Цзітай (поблизу Пекіна). У 1934 році входить до штату Національного університету мистецтв.
У 1947 році Пужу був призначений Чан Кайши маньчжурським представником Конституційних зборів. Пужу виступав був категорично проти співпраці Пуї з Японією. У 1949 році з військами Чан Кайши емігрував до Тайваня. Тут у 1950—1963 роках викладав у місцевих університетах. Помер 18 листопада 1963 року в Тайбеї.

## Творчість
Був майстром пейзажу, а також працював у жанрі «квіті і птахи». Виступав за збереження традиційного китайського живопису. У ранніх його роботах помітний вплив майстрів часів династії Сун. Намагався розвинути китайські традиції з урахуванням знань про європейське мистецтво, зокрема німецьке. Загалом доробок Пужу становить 318 картин. Відомими є: «Лотоси під час осіннього дощу в Ючені», «Альтанка у горах», «Птахи», «Пейзаж».
Професійно займатися літературною творчістю став з 1946 року. В поезії він наслідував і розвивав старовинні традиції. Чимало віршів написав у жанрі ци. Також спробував себе у написанні фу. Крім того, у Пужу є низка поем, створених у сучасному стилі. Головними темами є спомини дитинства, політичні та суспільні події, описи природи, квітів і птахів. Написані вони не завжди розмовною мовою, багато в них архаїзмів, водночас вірші в жанрі ци менш пишні, ніж у інших авторів. Більша частина поезії увійшла до збірок «Колекція поем Холодної Нефритової Зали», «Ци останніх звуків зелені», «Колекція робіт Західної гори».